# Борек ІІІ
Борек III (Роля відмінна, Ролич, пол. Borek III, Rola odmienna III, Rolicz) – шляхетський герб, різновид герба Роля з нобілітації.

## Опис герба
У червоному полі три лемеші (сошники, нарольники) срібні, що впираються тупими кінцями в таку ж троянду посередині. 
Клейнод: срібне крило орла.
Намет червоний, підбитий сріблом.

## Історія
Герб наданий Яну Бореку (пол. Jan Borek), нотаріусу королівської канцелярії і його братові Войцеху, війтові Ловича 5 липня 1570 року.

## Роди
Оскільки герб є особовим, то право на його використання має лише один рід, якому він був дарований — Борек (Borek).

## Інші герби з цією назвою
- Борек
- Борек І
- Борек ІІ
- Гризма